# Aérodrome des Mureaux
L’aérodrome des Mureaux (code OACI : LFXU) est un aérodrome civil, ouvert à la circulation aérienne publique (CAP), situé sur les communes des Mureaux et de Verneuil-sur-Seine dans les Yvelines (région Île-de-France, France).
Il est utilisé pour la pratique d’activités de loisirs et de tourisme (aviation légère).

## Histoire
Henry Deutsch de la Meurthe (1846 – 1919) est très certainement à l'origine du terrain d'aviation des Mureaux. Industriel mécène et propriétaire du château de Romainville à Ecquevilly, il tient à s'assurer lui-même les essais de ses appareils, Les hydravions nécessitant un plan d'eau sont alors testés aux Mureaux avant la grande guerre : Astra, Tellier, Nieuport.
Entre les deux guerres mondiales, ce choix de terrain est pérennisé par la création d'un champ d’aviation en 1921 à proximité des ateliers aéronautiques des Mureaux. Il a ainsi permis le développement en particulier des avions ANF-Les Mureaux ou des Nord 2501 (Noratlas) Ce site a été choisi tant pour les avions que les hydravions car à proximité d'une ligne de train, aux bords de la Seine qui présente un tronçon assez droit, long et large, avec des terrains agricoles plats et quasiment aucune construction à cette époque. Cela a été entre autres une base de réception des hydravions de l'Aéronautique maritime, une base opérationnelle de l'Aéronavale avec des appareils de transport.
Lors d'un vol de démonstration d'un hydravion, Jacqueline Auriol a eu son terrible accident sur la Seine au niveau des Mureaux en 1949.
L’aviation légère de l'armée de terre (ALAT) a utilisé, géré et contrôlé l’aérodrome de 1966 à 1999.
Depuis janvier 2007, le gestionnaire est le SIVU, syndicat composé de représentants des municipalités des Mureaux et de Verneuil-sur-Seine.
Aujourd'hui, le site industriel voisin du terrain a évolué vers l'étude et la réalisation d'engins spatiaux (ESA - Ariane Group) tout en maintenant l'activité aéronautique (Airbus).

## Situation
| \| 20 km1:401 000 \| Beynes - Thiverval Chavenay - Villepreux Chelles Coulommiers Fontenay-Trésigny La Ferté-Alais Lognes-Émerainville Mantes - Chérence Meaux - Esbly Melun-Villaroche Moret - Épisy Nangis Les Loges Saint-Cyr-l'É. Les Mureaux Étampes Charles-de-Gaulle Le Bourget Orly Pontoise - Cormeilles-en-V. Paris-Saclay-Versailles Issy-les-M. Villacoublay |
| 20 km1:401 000 |

## Installations
L’aérodrome dispose de deux pistes en herbe orientées est-ouest (10/28), longues de 1 950 mètres et larges de 50.
L’aérodrome n’est pas contrôlé. Les communications s’effectuent en auto-information sur la fréquence de 122,955 MHz.
S’y ajoutent :
- une aire de stationnement ;
- des hangars ;
- une station d’avitaillement en carburant (100LL)[2] et UL91.

## Activités
- Aéroclub de Neuilly
- Aéroclub Paul-Louis Weiller (avions adaptés pour personnes handicapées physiques)
- Aéroclub Roger Janin
- Aéroclub du Val de Seine

## Dans la culture
- Jean-Pierre Bacri et Alain Libolt pilotent le Robin DR-400 immatriculé F-GLDJ dans le long métrage Les Sentiments réalisé en 2003 par Noémie Lvovsky[3]. Lors du tournage, cet appareil était basé à l'aérodrome des Mureaux[4] et appartenait à l'aéroclub Roger Janin (source : générique).